# Solenostoma comatum
Solenostoma comatum là một loài rêu tản trong họ Jungermanniaceae. Loài này được (Nees) C. Gao miêu tả khoa học lần đầu tiên năm 1981.